# كان ها
كان ها (بالفيتنامية: Khánh Hà)‏ هي مغنية فيتنامية، ولدت في 26 فبراير 1953.

## وصلات خارجية
- كان ها على موقع ميوزك برينز (الإنجليزية)
- كان ها على موقع ديسكوغز (الإنجليزية)